# World Series of Snooker

Logo der World Series of Snooker

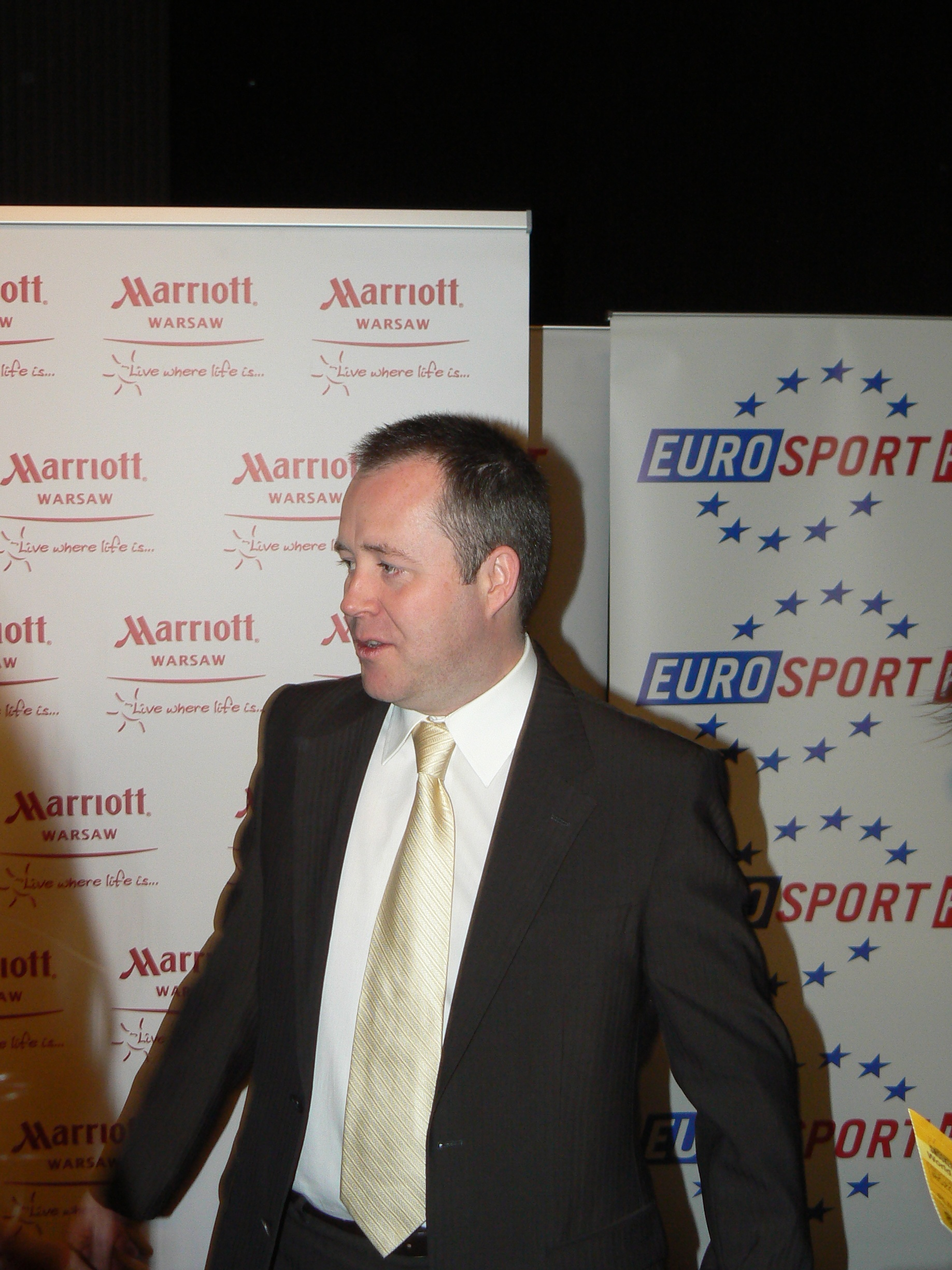
John Higgins beim Turnier in Warschau 2008

Die World Series of Snooker war eine Serie von Snookerturnieren, die nicht Bestandteil der Main Tour waren. Der Wettbewerb fand in den Saisons 2008/09 und 2009/10 statt. Zuvor existierte eine von Matchroom Sport organisierte World Series, die 1987/88 und zwischen 1990 und 1993 stattfand. Die Turnierserie sollte den Snookersport auch in Ländern populär machen, die nicht von der Main Tour besucht werden. Weltranglistenpunkte gab es jedoch keine.

## World Series

### 1987
Die erste World Series wurde von Barry Hearns Matchroom Sport im Jahr 1987 ausgetragen. Eingeladen wurden hauptsächlich Spieler, die bei Matchroom unter Vertrag standen, aber es wurden auch Wildcards an andere Spieler vergeben.
| Zeitraum | Name              | Austragungsort | Sieger        | Finalist        | Ergebnis |
| -------- | ----------------- | -------------- | ------------- | --------------- | -------- |
| 1987     | Tokyo Masters     | Tokio          | Dennis Taylor | Terry Griffiths | 6:3      |
| 1987     | Hong Kong Masters | Hongkong       | Steve Davis   | Stephen Hendry  | 9:3      |
| 1987     | Canadian Masters  | Toronto        | Dennis Taylor | Jimmy White     | 9:7      |

### 1990
1990 wurde die World Series nach dreijähriger Pause wiederbelebt.
| Zeitraum | Name                | Austragungsort | Sieger         | Finalist        | Ergebnis |
| -------- | ------------------- | -------------- | -------------- | --------------- | -------- |
| 1990     | Hong Kong Challenge | Hongkong       | James Wattana  | Jimmy White     | 9:3      |
| 1990     | Scottish Masters    | Motherwell     | Stephen Hendry | Terry Griffiths | 10:6     |
| 1990     | Humo Masters        | Antwerpen      | John Parrott   | Jimmy White     | 9:6      |

### 1991
Im Vergleich zum Vorjahr verdoppelte sich die Anzahl der Turniere.
| Zeitraum | Name                | Austragungsort | Sieger         | Finalist       | Ergebnis |
| -------- | ------------------- | -------------- | -------------- | -------------- | -------- |
| 1991     | Thailand Masters    | Bangkok        | Steve Davis    | Stephen Hendry | 6:3      |
| 1991     | Hong Kong Challenge | Hongkong       | Stephen Hendry | James Wattana  | 9:1      |
| 1991     | Indian Challenge    | Delhi          | Stephen Hendry | John Parrott   | 9:5      |
| 1991     | Scottish Masters    | Motherwell     | Mike Hallett   | Steve Davis    | 10:6     |
| 1991     | Humo Masters        | Antwerpen      | Mike Hallett   | Neal Foulds    | 9:7      |
| 1991     | Belgian Challenge   | Antwerpen      | Steve Davis    | Stephen Hendry | 10:9     |

### 1992
Von den sechs Turnieren der World Series 1991 wurden vier aus der Tour gestrichen, lediglich das Scottish Masters und das Humo Masters blieben auf der Tour. Neu dazu kam die Kent Challenge.
| Zeitraum | Name             | Austragungsort | Sieger        | Finalist       | Ergebnis |
| -------- | ---------------- | -------------- | ------------- | -------------- | -------- |
| 1992     | Kent Classic     | Peking         | John Parrott  | Stephen Hendry | 6:5      |
| 1992     | Scottish Masters | Motherwell     | Neal Foulds   | Gary Wilkinson | 10:8     |
| 1992     | Humo Masters     | Antwerpen      | James Wattana | John Parrott   | 10:5     |

## World Series of Snooker
Die World Series of Snooker wurde von FSTC Sports Management, dessen CEO Pat Mooney der damalige Manager von John Higgins war, und Eurosport organisiert. Die Halbfinal- und Finalspiele wurden von Eurosport ins Fernsehen übertragen.
In jedem Vor-Turnier spielten acht Spieler im K.-o.-System gegeneinander. Dabei spielten jeweils vier Profispieler gegen vier Wildcardspieler, die zum Großteil an Spieler aus dem Austragungsland vergeben wurden. Im Finalturnier trafen 16 (anstatt wie bei den Vor-Turnieren acht Spieler) im K.-o.-System aufeinander. Die Wildcards gingen zum Teil an Profispieler sowie an lokale Spieler oder Spieler, die in den Vorturnieren als Wildcardspieler überraschend gute Leistung gezeigt haben.
Am 16. und 17. Juni 2007 fand in Warschau ein Pilotevent statt. In der Saison 2008/09 fanden zunächst vier Vor-Turniere, sowie ein Finalturnier statt. Nach zwei Veranstaltungen in der folgenden Saison 2009/10 wurden keine weiteren Turniere mehr ausgerichtet. Als Gründe dafür wird der Wettskandal um John Higgins und Pat Mooney sowie die Einführung der Players Tour Championship genannt.

### 2008/09
| Zeitraum              | Austragungsort           | Sieger       | Finalist     |
| --------------------- | ------------------------ | ------------ | ------------ |
| 21./22. Juni 2008     | Fort Regent, St. Helier  | John Higgins | Mark Selby   |
| 12./13. Juli 2008     | Tempodrom, Berlin        | Graeme Dott  | Shaun Murphy |
| 25./26. Oktober 2008  | EXPO XXI, Warschau       | Ding Junhui  | Ken Doherty  |
| 22./23. November 2008 | Krylja Sowetow, Moskau   | John Higgins | Ding Junhui  |
| 8. bis 10. Mai 2009   | Pavilhão Arena, Portimão | Shaun Murphy | John Higgins |

Der Sieger des Finalturniers 2008/09 in Portimão bekam ein Preisgeld von 50.000 Euro.

### 2009/10
| Zeitraum             | Austragungsort                   | Sieger       | Finalist    | Ergebnis |
| -------------------- | -------------------------------- | ------------ | ----------- | -------- |
| 16./17. Mai 2009     | INEC, Gleneagle Hotel, Killarney | Shaun Murphy | Jimmy White | 5:1      |
| 17./18. Oktober 2009 | Aréna Sparta Podvinný Mlýn, Prag | Jimmy White  | Graeme Dott | 5:3      |